# Testeboåns delta
Testeboåns delta este o arie protejată (arie specială de conservare — SAC, sit de importanță comunitară — SCI, arie de protecție specială avifaunistică — SPA) din Suedia întinsă pe o suprafață de 122,7 ha, integral pe uscat.

## Localizare
Centrul sitului Testeboåns delta este situat la coordonatele 60°41′21″N 17°10′22″E / 60.6892°N 17.1729°E.

## Înființare
Situl Testeboåns delta a fost declarat sit de importanță comunitară în ianuarie 1998 pentru a proteja 17 specii de animale. Alte tipuri de protecție:
- arie de protecție specială avifaunistică (în ianuarie 2002)[2]
- arie specială de conservare (în martie 2011)[1][3][4]

## Biodiversitate
Situată în ecoregiunile boreală și marină baltică, aria protejată conține 4 habitate naturale: Estuare, Râuri naturale fino-scandinave, Păduri aluvionare cu Alnus glutinosa și Fraxinus excelsior (Alno-Padion, Alnion incanae, Salicion albae), Pajiști cu Molinia pe soluri calcaroase, turboase sau argilos-nămoloase (Molinion caeruleae).
La baza desemnării sitului se află mai multe specii protejate de  păsări (17): ciuf de câmp (Asio flammeus), Branta leucopsis, erete vânăt (Circus cyaneus), lebădă de iarnă (Cygnus cygnus), ciocănitoare neagră (Dryocopus martius), muscar (Ficedula parva), cufundar polar (Gavia arctica), cufundar mic (Gavia stellata), cocor (Grus grus), frunzăriță galbenă (Hippolais icterina), sfrâncioc roșiatic (Lanius collurio), filomelă (Luscinia luscinia), gușă albastră (Luscinia svecica), ferestraș mic (Mergus albellus), bătăuș (Philomachus pugnax), chiră de baltă (Sterna hirundo), fluierar de mlaștină (Tringa glareola).